# Motor City Online
A Motor City Online az Electronic Arts által fejlesztett, 2001-ben kiadott autóversenyzős videójáték. A játékosok egy masszívan többjátékos online (MMO) környezetben klasszikus amerikai autókat kellett vásároljanak és tuningoljanak, majd egymás ellen versenyezzenek. A játékot csak Windowsra adták ki, és csak online lehetett játszani az EA hivatalos szerverein.
A Motor City Online volt az első autós MMO, és az első komoly játék, amely amerikai „izomautókat” (muscle car) vonultatott fel. Ennek ellenére sikertelen volt, a kiforratlan technika és a nagy havidíj elvette a játékosok kedvét, így a szervereket két év múltán leállították.

## Fejlesztése
Eredetileg a Need for Speed sorozat ötödik részének szánták Need for Speed: Motor City cím alatt, és 2000 tavaszán tervezték megjelentetni. Később a Need for Speed megnevezést elhagyták, a terméket pedig Motor City Online címen adták ki 2001 végén.
A játékosok havidíj fejében csatlakozhattak az online szerverekhez, ahol a többiek ellen versenyezhettek, vagy autókat vásárolhattak. A technika azonban még kiforratlan volt, az internet a korra jellemzően lassú, a játék számos bugot tartalmazott, és a drága havidíj is elvette sokak kedvét. Az Electronic Arts 2003 nyarán leállította a szervereket.
A Motor City Online „szellemi utódjának” a 2010-es Need for Speed: World játékot tartják.

## Leírása
A játék az online közösség körül forgott: a játékosok nem csak versenyeztek, hanem alkatrészeket és gépkocsikat vásároltak egymástól, versenyeket rendeztek, klubokat létesítettek. Ezeken felül a Motor City Online szerepjáték-elemeket is tartalmazott: a játékosok eredményeiktől függően léptek szinteket.
Négy játékmód, 24 pálya, és több, mint 50 autó volt elérhető. A helyszín Detroit városát és környékét, az amerikai autógyártás egykori fellegvárát idézte, amelyet gyakran emlegetnek Motor City címen.

## Fogadtatása
A Motor City Online vegyes értékeléseket szerzett. A kritikusok dicsérték a korszakalkotó online környezetet, azonban a játék átgondolatlan részei nagyban rontották az élményt, a havi előfizetést pedig sokan drágállták.